# Gangnam Style
Gangnam Style — сингл південнокорейського репера PSY. Вийшовши 15 липня 2012 року, пісня очолила Gaon Chart, а її відеокліп став найбільш популярним в жанрі K-pop на YouTube.
Це відео стало популярним у Кореї, США та інших країнах світу і здобуло 4 мільярди переглядів.
16 вересня «Gangnam Style» був номінований у категорії «найкраще відео» премії MTV Europe Music Awards 2012, яка відбулася в німецькому місті Франкфурт. 20 вересня «Gangnam Style» потрапив у книгу рекордів Гіннеса як відео, що набрало найбільшу кількість «лайків» в історії YouTube.

## Передісторія
«Gangnam Style» — розмовний вираз в корейській мові, значить розкішний спосіб життя, котрим славиться Каннам-ґу, багатий і модний район Сеула. В інтерв'ю CNN PSY порівняв його з Беверлі-Хіллз.
Пісня присвячена «ідеальній дівчині, що знає, коли треба бути витонченою, а коли дикою».

## Відеокліп
Відео показує PSY, який комічно танцює та з'являється в несподіваних місцях у Каннам-ґу. Однак з десяти місць в цьому районі були зняті лише два, інші розташовані в Інчхоні і провінції Кенгідо. Прем'єра кліпу відбулася 15 липня 2012 року на каналі відеохостингу YouTube. Майже через місяць, 14 серпня 2012 року, вийшла друга (Live) версія кліпу, у якому PSY співає в дуеті з Хьон А (Hyun-а), яка знімалася у першій версії Gangnam Style.

## Кавери та римейки
У 2012 році програма «Вечірній Київ» у рубриці «Сказочная Русь» представила свою версію римейку цієї пісні під назвою «Donbass Style». Також було багато інших кавер-версій та римейків.
У 2024 році українськомовний кавер на Gangnam Style випустили Hibikit.

### Популярність наYouTube

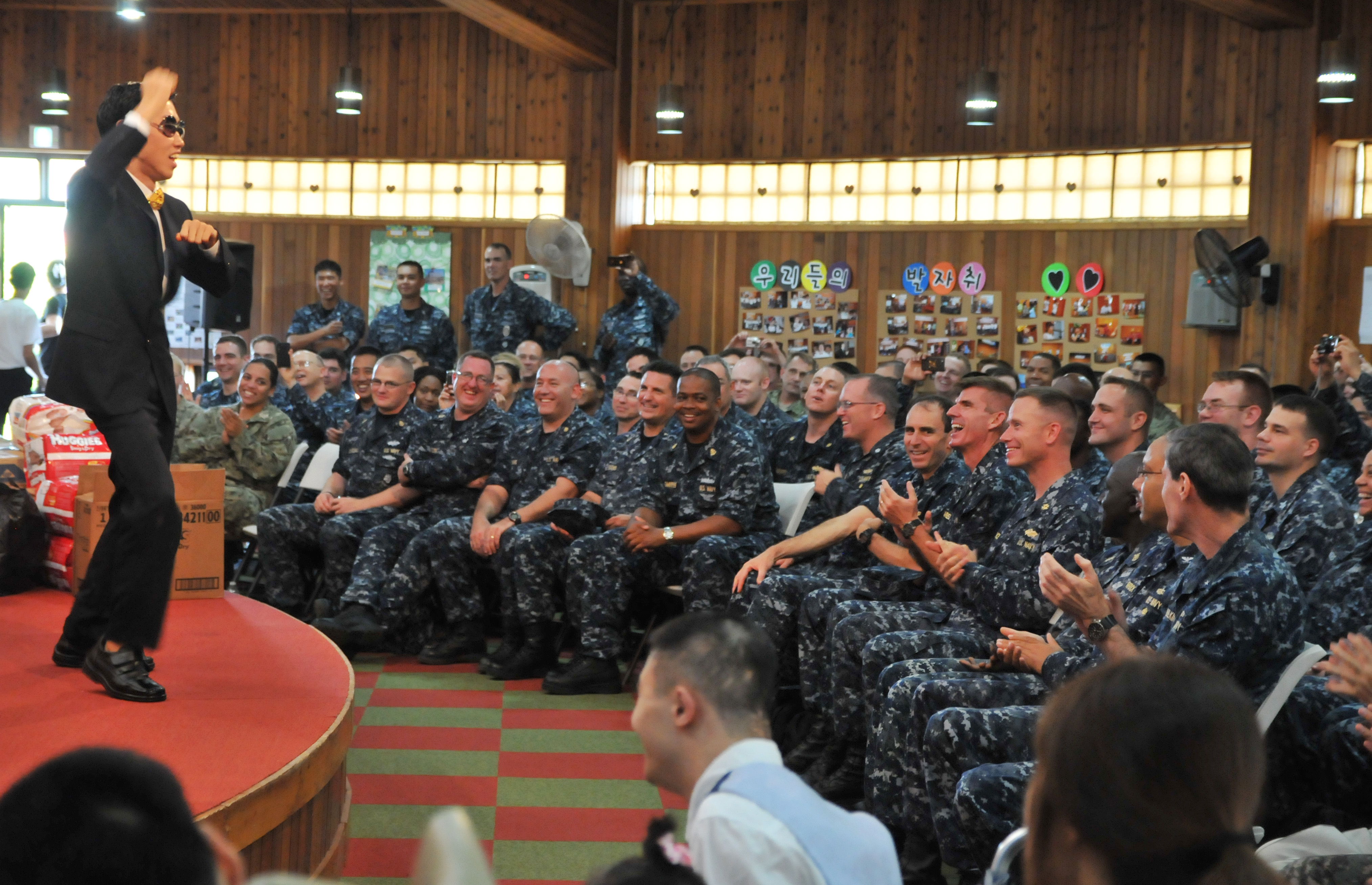
Виконання «Gangnam Style» на військовій базі американського флоту в Південній Кореї

Одним з критеріїв успішності пісні стала її збільшувана популярність на YouTube. Дебра Нетберн з Los Angeles Times назвала відеокліп «одним з найкращих відео, коли-небудь завантажених на YouTube».
Відео було завантажено 15 липня 2012 року і 28 серпня очолило YouTube Top 100 Music Videos. 1 вересня творіння PSY мало найбільшу кількість переглядів відео жанру K-Pop на YouTube. 13 вересня 2012 року «Gangnam Style» стало рекордсменом за кількістю лайків серед відео на цьому сайті, зібравши 3 600 000 лайків, обійшовши кліп LMFAO «Party Rock Anthem». 20 вересня «Gangnam Style» потрапив у «книгу рекордів Гіннесса» як відео з найбільшою кількістю лайків в історії YouTube.
47 % глядачів становили жителі США, 7 % — Великої Британії, 6,8 % — Канади і 4 % — з Південної Кореї. Ендрю Райан з The Globe and Mail написав, що за 2 місяці з 130 мільйонами переглядів Gangam Style став «п'ятим найбільшим вірусним відео в історії Інтернету».
25 листопада 2012 року число лайків «Gangnam Style» на YouTube перевищило 5,5 млн, а переглядів відеокліпу — понад 806 млн, таким чином він обігнав «Baby» Джастіна Бібера (понад 806 млн). Відео отримало найбільшу кількість переглядів в історії YouTube.
21 грудня 2012 року кліп «Gangnam Style» вперше в історії Інтернету та YouTube перевищив кількість переглядів одного ролика в 1 мільярд разів.
На сторінці відеокліпу «Gangnam Style» на YouTube, праворуч від кількості переглядів, присутня GIF анімація із зображенням PSY, що танцює. Ця анімація з'явилася 21 грудня 2012 року в 15:50 UTC в той момент, коли кількість переглядів відео перевищила 1 мільярд. Друга аналогічна анімація була додана справа від кількості переглядів з досягненням другого мільярда. Таким чином YouTube зазначив встановлення цих своєрідних рекордів.